# 플로렌스 나이팅게일 데이비드
플로렌스 나이팅게일 데이비드(영어: Florence Nightingale David, 1909년 8월 23일 ~ 1993년 7월 23일)는 영국의 통계학자이다. 1970년부터 1977년까지 캘리포니아 대학교 리버사이드 통계학부 학장을 지냈으며 확률과 통계적 사고의 역사에 대해 연구하였다.
1909년 잉글랜드 이빙턴에서 태어났다. 부모의 친구이자 통계학자였던 플로렌스 나이팅게일을 따라 이름이 지어졌다. 1931년 베드포드 칼리지 런던에서 통계학을 전공하였고 유니버시티 칼리지 런던에서 칼 피어슨의 연구 조수를 지내며 주로 상관계수의 계산표를 작성했다. 피어슨 사후에 예지 네이만의 생물통계학 연구소에서 근무했으며 1938년 박사학위를 받았다.
제2차 세계대전 동안 영국 군수성(Ministry of Supply), 국가안보성(Ministry of Home Security) 등에서 근무하였으며 전후 유니버시티 칼리지 런던으로 돌아와 1962년부터 통계학과 교수를 지냈다. 동시에 1958년부터 1967년까지 캘리포니아주 버클리를 오가며 캘리포니아 대학교의 객원교수로 근무했다. 1968년 미국으로 이주하였으며 1970년 캘리포니아 대학교 리버사이드 통계학부 학장을 지내며 4년 동안 학술지 《바이오매트릭스》(Biometrics)의 서평 편집자를 지냈다. 1977년 은퇴하고 명예교수로 캘리포니아 대학교 버클리에서 생물통계학 연구조교수로 연구와 강의를 계속하였다. 1993년 7월 23일 폐암으로 사망하였다.